# Digitale Burgerbeweging Nederland
De Digitale Burgerbeweging Nederland (meestal afgekort tot DB.NL) was een organisatie van en voor Nederlandse burgers, gericht op het voor gewone mensen versterken van de informatie- en communicatiefunctie op het internet.
De organisatie wilde dit doen door het recht op vrije meningsuiting te verdedigen en door het recht van burgers centraal te stellen om zelf te bepalen welke informatie men wel of niet kreeg. Dit laatste werd door de organisatie 'informationele zelfbeschikking' genoemd. Ook streefde men naar teledemocratie.
DB.NL ging in 1994 van start en werd in 2003 opgeheven. Het besluit tot opheffing werd in 1999 door een aantal bestuursleden genomen. Omdat er onduidelijkheid bestond over de rechtsgeldigheid van dit besluit heeft het tot 2003 geduurd tot het een feit was. Een deel van de doelstellingen van DB.NL was vergelijkbaar met die van de latere stichting Bits of Freedom (BOF) die onder meer door Internetprovider XS4ALL werd gesteund. BOF heeft in 2004 ook het batig saldo van DB.NL ontvangen. BOF heeft haar activiteiten in 2006 opgeschort. Op 14 augustus 2009 heeft zij echter aangekondigd de activiteiten te hervatten.

## Organisatie
De DB.NL (Digitale Burgerbeweging Nederland) begon op 16 juni 1994 te Amsterdam als een grassroots organisatie. Tijdens deze bijeenkomst in het cultureel centrum De Balie werd ook een manifest gepresenteerd. DB.NL beschouwde zich als de Nederlandse pendant van de Amerikaanse Electronic Frontier Foundation. De oprichters waren Marcel Bullinga (publicist), Niesco Dubbelboer en Steven Lenos. Op 3 september 1996 werd de grassroot-beweging officieel een stichting met als bijzonder kenmerk dat de donateurs - "participanten" in het DB.NL-jargon - invloed hadden op het bestuur. Voorzitter werd Arie Dirkzwager. Hein Westerouen van Meeteren werd woordvoerder. Er was een groep oprichters die zich verzette tegen het oprichten van een pure stichting waarbij de leden/participanten minder te zeggen zouden hebben. Ze pleitten voor een vereniging die meer zou overeenkomen met de democratische structuur die een burgerbeweging zou moeten kenmerken, volgens hen. Na een stemming onder oprichtersgroep koos een meerderheid niettemin voor de stichtingsvorm wegens de bestuurlijke eenvoud en de snelle besluitvorming. Als compromis is er wél voor een tussenvariant gekozen waarbij de participanten/donateurs toch nog een aanzienlijke inbreng hadden.
Als beschermheer fungeerde netwerkspecialist Jaap van Till.

## Verbod op encryptie
De directe aanleiding tot de oprichting vormde het voornemen van het kabinet-Lubbers III, om in navolging van de Amerikaanse overheid een verbod in te stellen op het gebruik van encryptie in onder andere e-mail. Veel van de aanwezigen waren ook actief in De Digitale Stad (DDS) dat een half jaar eerder van start was gegaan en dat de nieuwe beweging sponsorde met een domeinnaam, hosting van een bescheiden website en vooral een mailinglist. Vooral de mailinglist bleek een groot succes en velen kwamen langs en discussieerden er en deden er ideeën en inspiratie op.

## Verkoop Amsterdamse kabel
In 1995 verklaarde DB.NL zich met Luc Sala tegen de verkoop van het Amsterdamse televisiekabelnet (Kabel Televisie Amsterdam) aan het Amerikaanse bedrijf US West. Hierbij werd overwogen dat DB.NL streefde naar een voor iedere burger betaalbaar en toegankelijk publieksnetwerk met een wettelijk gegarandeerd basisaanbod van informatie- en communicatie-mogelijkheden. De overheid zou de digitale aansluiting voor iedere burger moeten waarborgen, zoals voorheen de telefoonaansluiting was gewaarborgd. Het streven om het ooit op initiatief van raadslid Roel van Duijn aangelegde kabelnet te verkopen, paste hierbij niet.

## Echelon
Op 19 oktober 1998 richtte DB.NL zich in een open brief tot minister-president Wim Kok om te protesteren tegen een pas op dat moment uitgelekte overeenkomst. Deze overeenkomsten zouden de lidstaten van de Europese Unie in 1995 hebben gesloten met de Amerikaanse veiligheidsdienst FBI om alle vormen van datacommunicatie, zoals telefoon-, fax- en Internetverkeer af te tappen (codenaam Echelon). Het bestuur van DB.NL maakte zich ernstige zorgen over deze ontwikkeling, met name omdat in de vernieuwde Telecommunicatiewet internetproviders werden verplicht hun systemen zo in te richten dat deze konden worden afgetapt. De open brief aan de minister-president zou het laatste wapenfeit van de organisatie blijken te zijn.

## Discussielijst
Geïnteresseerden konden meepraten op de discussielijst DB.NL. Deze lijst werd niet gemodereerd; problemen zouden zich door zelfregulering moeten oplossen. Deze zelfregulering bleek niet goed te werken: een aantal participanten bleven in de beleving van het stichtingsbestuur polariseren. Internetjournalist Francisco van Jole schreef over de lijst: "Het leukste aan DB.nl was nog de mailinglist die erbij hoorde. Daar zat namelijk een querulant op die zijn tegenstanders tot opperste wanhoop wist te drijven. Wat in dit geval opviel was de tomeloze drift, de manische verbetenheid van de betoger." Eind 1998 deed het bestuur bij de politie van de regio Amstelland aangifte tegen enkele deelnemers aan de lijst, volgens het bestuur werd er onder meer gefraudeerd met identiteiten met de kennelijke opzet anderen schade te berokkenen. Tot een vervolging is het nooit gekomen.
De chaos op de discussielijst zou een van de redenen zijn geweest om DB.NL op te heffen.